# Registe
Pour plus de détails, voir Fiche technique et Distribution.
Registe (« Réalisatrices » en italien) est un film italien indépendant réalisé par Diana Dell'Erba, et sorti en 2014.

## Synopsis
Registe est un documentaire au sujet du cinéma italien réalisé par des femmes, et de la pionnière du cinéma muet Elvira Notari (1875-1946), jouée par Maria De Medeiros. En essayant de comprendre pourquoi seulement 7% des réalisatrices sont des femmes, le documentaire retrace l'histoire du cinéma du point de vue des études de genre, pas si fréquentes en Italie.
Les réalisatrices interviewées sont les réalisatrices italiennes les plus importantes : Lina Wertmüller, Cecilia Mangini, Francesca Archibugi, Francesca Comencini, Wilma Labate, Cinzia TH Torrini, Roberta Torre, Antonietta De Lillo, Giada Colagrande, Donatella Maiorca, Ilaria Borrelli, etc.

## Distribution
- Maria De Medeiros : Elvira Notari
- Lina Wertmüller : elle-même
- Cecilia Mangini : elle-même
- Francesca Archibugi : elle-même
- Francesca Comencini : elle-même
- Cinzia TH Torrini : elle-même
- Roberta Torre : elle-même
- Giada Colagrande : elle-même
- Donatella Maiorca : elle-même
- Gian Luigi Rondi : elle-même
- Anselma Dell'Olio : elle-même
- Silvana Silvestri : elle-même
- Eliana Lo Castro Napoli : elle-même
- Eugenio Allegri : Vincenzo Caccavone
- Gian Maria Villani : Gennariello
- Marco Sabatino : Nicola Notari
- Rebecca Volpe : Lilith
- Ilaria Borrelli : elle-même
- Maria Sole Tognazzi : elle-même
- Antonietta De Lillo : elle-même
- Anne Riitta Ciccone : elle-même
- Alina Marazzi : elle-même
- Donatella Baglivo : elle-même
- Elisa Mereghetti : elle-même
- Anna Negri : elle-même
- Nina Di Majo : elle-même
- Paola Randi : elle-même
- Susanna Nicchiarelli : elle-même
- Stefania Bonatelli : elle-même

## Source
- (en) Cet article est partiellement ou en totalité issu de l’article de Wikipédia en anglais intitulé « Registe » (voir la liste des auteurs).